# Helmut Wick
Helmut Wick (5. srpna 1915, Mannheim – 28. listopadu 1940, Kanál La Manche) byl německý stíhací pilot německé Luftwaffe, který se zúčastnil za druhé světové války Bitvy o Francii a Bitvy o Británii.

## Život

### Dětství a raná kariéra
V sedmi letech mu zemřela matka a rodina odešla do Gdaňska (Danzig). Na místním letišti se nadchl pro létání a po maturitě, kterou absolvoval v Berlíně, dobrovolně vstoupil do nově vznikající Luftwaffe a na jaře 1936 byl zařazen do letecké školy v Drážďanech. Po ukončení výcviku byl počátkem roku 1939 přidělen k 133. stíhací eskadře (JG 133), jejíž název se pak změnil na JG 53 a velení první skupiny se ujal zkušený Werner Mölders. To bylo pro Wicka štěstí, protože pod takovým učitelem se naučil vše, co potřeboval. Koncem srpna 1939 byl pak Wick přeložen k třetí skupině JG 2.

### Západní fronta
Leteckým esem se stal již během tažení ve Francii. První úspěch si připsal 22. listopadu 1939, kdy sestřelil letoun francouzského pilota jménem Camille Plubeau. Za tento úspěch získal Železný kříž II. třídy, ale na další úspěchy si musel počkat přes půl roku, protože hlídkové lety v rámci Podivné války nebyly na souboje příliš bohaté. Ty přišly až se Západním tažením. Celkově během Bitvy o Francii sestřelil Wick 14 letounů, z toho čtyři v jeden den 5. června. Díky těmto úspěchům získal Železný kříž I. třídy.
V Bitvě o Británii pak žádný z německých pilotů nedosáhl takové bilance jako Helmut Wick, který sestřelil 42 letounů RAF. Jeho nejslavnější den přišel 5. října 1940, během kterého se mu podařilo sestřelit 2 Spitfiry a 3 Huriccany. Tou dobou byl již miláčkem médií a zahraničních dopisovatelů. Z pilotů psal roce 1940 německý tisk nejčastěji o Werneru Möldersovi, Adolfu Gallandovi a právě o Wickovi, který dosáhl jubilejních 50 sestřelů dokonce dřív než Galland, a který byl v Bitvě o Británii z Němců nejúspěšnější. Dočkal se také mnoha povýšení a vyznamenání, stal se majorem, držitelem Rytířského kříže s dubovými ratolestmi a velitelem eskadry.
Wick využíval svůj mimořádně ostrý zrak, díky kterému spatřil obvykle protivníka na velkou vzdálenost. Díky této výhodě se mohl na souboj připravit a přiblížit se k soupeři nepozorován. Palbu pak zahajoval z blízkosti a po útoku využíval vyšší rychlost svého Messerschmittu. Létal na typu Bf 109.

### Úmrtí
Wick zemřel 28. listopadu 1940, kdy během svého 167. letu nad jižní Anglii ještě sestřelil svůj 55. letoun a vrátil se na základnu k doplnění paliva. Následně odstartoval ke svému 168. bojovému letu a se svým Bf 109 E-4 směřoval společně s dalšími stroji nad Southampton. Nad kanálem došlo k boji se skupinou Spitfirů, během kterého se mu podařilo sestřelit stroj Paula A. Baillona, který zahynul. Následně však také jeho stroj dostal zásah, pilotovi se podařilo odhodit kabinu a vyskočit padákem, ale ve vodách kanálu La Manche už ho nikdo nenašel. Dodnes není jasné, kdo německé eso sestřelil, protože oba piloti RAF, o které se s největší pravděpodobností mohlo jednat (John Dundas - 609. peruť a Zygmunt Klein - 234. peruť), krátce nato sami také zahynuli.

## Vyznamenání
- Železný kříž, II. třída (21.12.1939)
- Železný kříž, I. třída (06.06.1940)
- Rytířský kříž Železného kříže (27.08.1940)
- Rytířský kříž Železného kříže, s dubovou ratolestí, 4. držitel (06.10.1940)
- Společný odznak pro piloty a pozorovatele[1], ve zlatě s brilianty

údaje použity z: německá Wikipedie-Helmut Wick/Auszeichnungen